# Mihajlo Nešković
Mihajlo Nešković, né le 9 février 2000 à Šid en Serbie, est un footballeur serbe qui évolue au poste d'ailier gauche au FK Voždovac.

## Biographie

### Vojvodina Novi Sad
Natif de Šid en Serbie, Mihajlo Nešković est formé par le Vojvodina Novi Sad. C'est avec ce club qu'il fait ses débuts en professionnel, le 21 octobre 2016, alors qu'il a seulement 16 ans. Ce jour-là, il entre en jeu lors d'un match de championnat remporté par son équipe sur le score de trois buts à un contre le FK Voždovac Belgrade. Le 28 juin 2017 il signe son premier contrat professionnel.
Le 3 août 2019, il inscrit un doublé, lors d'un match de championnat que son équipe remporte par cinq buts à un zéro contre le FK Rad Belgrade. Ce sont ses deux premiers buts en professionnel.

### FK Voždovac
Le 13 septembre 2022, Mihajlo Nešković rejoint le FK Voždovac Belgrade. Il signe un contrat courant jusqu'en décembre 2024.

### En sélection
Mihajlo Nešković est sélectionné avec les équipes de jeunes de Serbie. Il compte notamment six sélections avec les moins de 17 ans et 14 avec les moins de 19 ans.
Mihajlo Nešković joue son premier match avec l'équipe de Serbie espoirs le 13 octobre 2020 contre l'Estonie. Il entre en jeu à la place de Milutin Vidosavljević et les deux équipes se neutralisent (0-0).